# Rogatka Wolska w Krakowie
Rogatka Wolska – dawna rogatka miejska w Krakowie, przy ulicy Marszałka Józefa Piłsudskiego 29, na Piasku.

## Historia
W 1847, rok po wcieleniu Krakowa do Austrii, miasto włączono do austriackiego systemu celnego. Ustanowiono powszechny podatek konsumpcyjny od sprowadzanych do miasta towarów.
Od 1 stycznia 1870 (trzy lata po przyznaniu autonomii przez cesarza Franciszka Józefa I) akcyzę przejęło miasto. Stała się ona jednym z głównych źródeł jego dochodów. Bez większych modyfikacji, system poboru podatku spożywczego utrzymał się do początku XX wieku. Podatek pobierano w wybudowanych specjalnie w tym celu, rogatkach miejskich.
W linii akcyzowej przebiegającej mniej więcej wzdłuż ówczesnych granic miasta funkcjonowało 11 rogatek miejskich. Jedną z nich była rogatka wolska wybudowana przy wjeździe do miasta od zachodu, na granicy z Półwsiem Zwierzynieckim i Czarną Wsią przy końcu ówczesnej ulicy Wolskiej.
Budynek powstał w 1893 roku, według projektu Stefana Żołdaniego.